# Stazione di Mirto-Crosia
La stazione di Mirto-Crosia è una stazione ferroviaria posta sulla ferrovia Jonica. Serve la località di Mirto, frazione del comune di Crosia e tutti i paesi della Valle del Trionto che si riversano sulla medesima località, come Caloveto, Bocchigliero, Cropalati, Longobucco. È situata nelle immediate vicinanze di Piazza Dante, nella frazione Mirto e rappresenta uno snodo per le diverse compagnie di viaggio che svolgono servizio di trasporto scolastico, urbano, internazionale.

## Storia
Venne attivata tra il 1866 e il 1875.
Fino al suo ultimo restauro, era una delle poche stazioni che disponeva ancora di un grande serbatoio su un fabbricato ambito stazione, con colonnine idrauliche sui marciapiedi che un tempo servivano per rifornire di acqua i treni a vapore, era sede dell'acquedotto della rete ferroviaria zonale.
Nella primavera del 2022, iniziarono dei consistenti lavori di restauro totale di tutta la stazione ed iniziarono gli scavi per la costruzione di un sottopasso pedonale con nuovi marciapiedi rialzati sul piano del ferro dei treni. I lavori sono ancora in corso di opera.

## Movimento

### Trasporto regionale
La stazione è servita da treni Regionali che collegano Mirto-Crosia con:
- Sibari
- Catanzaro Lido
- Crotone
- Lamezia Terme Centrale (via Catanzaro Lido)

I treni del trasporto regionale vengono effettuati con ALn 663, ALn 668 in singolo e doppio elemento, vengono anche utilizzati i treni ATR.220 Swing.